# Шенандоа (округ, Вірджинія)
Шаблон:StateAbbr_ 38°52′ пн. ш. 78°34′ зх. д. / 38.86° пн. ш. 78.57° зх. д.
Округ  Шенандоа (англ. Shenandoah County) — округ (графство) у штаті  Вірджинія, США. Ідентифікатор округу 51171.

## Історія
Округ утворений 1772 року.

## Демографія
За даними перепису 2000 року загальне населення округу становило 35075 осіб, зокрема міського населення було 8254, а сільського — 26821. Серед мешканців округу чоловіків було 17075, а жінок — 18000. В окрузі було 14296 домогосподарств, 10066 родин, які мешкали в 16709 будинках. Середній розмір родини становив 2,86.
Віковий розподіл населення поданий у таблиці:
| Стать    | До 15 років | 15-21 | 22-29 | 30-39 | 40-49 | 50-65 | 65-85 | Понад 85 |
| -------- | ----------- | ----- | ----- | ----- | ----- | ----- | ----- | -------- |
| Чоловіки | 3307        | 1352  | 1466  | 2497  | 2647  | 3230  | 2394  | 182      |
| Жінки    | 3202        | 1362  | 1392  | 2469  | 2687  | 3381  | 3027  | 480      |

## Суміжні округи
- Фредерік — північний схід
- Воррен — схід
- Пейдж — південний схід
- Рокінгем — південний захід
- Гарді, Західна Вірджинія — північний захід

## Виноски
1. ↑  U.S. Decennial Census. United States Census Bureau. Архів оригіналу за 19 липня 2018. Процитовано 5 січня 2014.
2. ↑  Historical Census Browser. University of Virginia Library. Архів оригіналу за 16 серпня 2012. Процитовано 5 січня 2014.
3. ↑  Population of Counties by Decennial Census: 1900 to 1990. United States Census Bureau. Архів оригіналу за 15 грудня 2013. Процитовано 5 січня 2014.
4. ↑  Census 2000 PHC-T-4. Ranking Tables for Counties: 1990 and 2000 (PDF). United States Census Bureau. Архів оригіналу (PDF) за 18 грудня 2014. Процитовано 5 січня 2014.
5. ↑  State & County QuickFacts. United States Census Bureau. Архів оригіналу за 29 січня 2016. Процитовано 5 січня 2014. [Архівовано 2016-01-29 у Wayback Machine.](англ.) Наведено за англійською вікіпедією.
6. ↑  American FactFinder. Бюро перепису населення США. Архів оригіналу за 26 лютого 2012. Процитовано 31 січня 2008. [Архівовано 2008-05-21 у Wayback Machine.]

| США | Це незавершена стаття з географії США. Ви можете допомогти проєкту, виправивши або дописавши її. |